# Platja de Bon Caponet
La platja de Bon Caponet, o cala Bon Caponet, és una petita platja urbana del municipi de l'Ametlla de Mar (Baix Ebre) situada davant de la urbanització Les Roques Daurades, entre la platja de Ribes Altes, al nord-est, i la platja de Bon Capó, al sud-oest. Rodejada de roques, té una longitud de 29 metres i una amplada mitjana de 28 metres, formada per grava i còdols. S'hi accedeix pel camí de ronda, que uneix els municipis de l'Ametlla de Mar i l'Ampolla. i forma part del GR-92. També hi ha un aparcament proper. Des del 2012 s'hi permet l'accés als gossos.